# Малая Хупта
Малая Хупта — река в России, протекает по Рязанской и Липецкой областям. Левый приток Хупты. Длина реки составляет 30 км. Площадь водосборного бассейна — 218 км².

## География
Река Малая Хупта берёт начало в поле, недалеко от деревни Зорино Чаплыгинского района Липецкой области. Течёт на север, пересекает границу Рязанской области. У села Журавинка поворачивает на восток, пересекает автодорогу «Каспий» и впадает в Хупту южнее города Ряжск. Устье реки находится в 15 км от устья Хупты.

## Данные водного реестра
По данным государственного водного реестра России относится к Окскому бассейновому округу, водохозяйственный участок реки — Проня от истока и до устья, речной подбассейн реки — Бассейны притоков Оки до впадения Мокши. Речной бассейн реки — Ока.
Код объекта в государственном водном реестре — 09010102112110000025691.